# Mark Ingram Jr.
Mark Ingram Jr. (* 21. Dezember 1989 in Hackensack, New Jersey) ist ein ehemaliger US-amerikanischer American-Football-Spieler auf der Position des Runningbacks. Zuletzt stand er bei den New Orleans Saints unter Vertrag. Zuvor spielte er für die Baltimore Ravens und die Houston Texans in der National Football League (NFL). Er spielte College Football an der University of Alabama und gewann 2009 die Heisman Trophy.

## College
Er spielte ab 2008 als Halfback für die Alabama Crimson Tide, die College-Football-Mannschaft der University of Alabama, in der Bowl Subdivision der National Collegiate Athletic Association (NCAA). In der Saison 2009/2010 gewann er mit der Mannschaft die Meisterschaft der Southeastern Conference (SEC) und durch einen Sieg im BCS National Championship Game auch die nationale Meisterschaft. Darüber hinaus erhielt er im Dezember 2009 die Heisman Trophy für den besten Spieler im College Football. Er erreichte dabei den engsten Vorsprung vor dem zweitplatzierten Spieler seit der erstmaligen Vergabe der Heisman Trophy im Jahr 1935. Außerdem war er der erste Spieler in der Geschichte der University of Alabama, dem diese Auszeichnung verliehen wurde.
Mark Ingram studierte Politikwissenschaften im Hauptfach.

## NFL

### New Orleans Saints
Im NFL Draft 2011 wurde Ingram Ende April 2011 als 28. Spieler von den New Orleans Saints ausgewählt. In der Spielzeit 2016 konnte er erstmals mehr als 1000 Yards erlaufen. 2018 wurde er wegen eines Dopingverstoßes für vier Spiele gesperrt. In den verbleibenden 12 Partien gelangen ihm sieben Touchdowns.

### Baltimore Ravens
Am 13. März 2019 unterschrieb Ingram bei den Baltimore Ravens einen Dreijahresvertrag über 15 Millionen US-Dollar. Am 18. Januar 2021 wurde er von den Ravens entlassen.

### Houston Texans
Im März 2021 unterschrieb Ingram einen Einjahresvertrag im Wert von drei Millionen Dollar bei den Houston Texans.

### New Orleans Saints
Am 28. Oktober 2021 wurde er zu den New Orleans Saints für einen Siebtrundenpick im NFL Draft 2024 getradet und er unterschrieb im Zuge des Trades eine Vertragsverlängerung über ein Jahr.
Im Juli 2023 nahm Ingram für die Saison 2023 einen Job als TV-Experte für College Football an, ohne seine NFL-Karriere offiziell zu beenden.

## Familie
Sein Vater Mark Ingram Sr. spielte von 1987 bis 1992 als Wide Receiver für die New York Giants, mit denen er 1991 den Super Bowl XXV gewann, und später für die Miami Dolphins (1993/1994), die Green Bay Packers (1995) und die Philadelphia Eagles (1996) in der NFL.